# Список почтовых марок, посвящённых годовщинам смерти Юрия Гагарина
12 апреля 1961 года Юрий Алексеевич Гагарин стал первым человеком в мировой истории, совершившим полёт в космическое пространство. Погиб Юрий Гагарин 27 марта 1968 года возле села Новосёлово Киржачского района Владимирской области СССР.
Почтовые марки к годовщинам его смерти начали выпускаться сразу с 1968 года — года смерти. С этого времени в филателистической гагариниане появилось тема «Годовщины смерти Юрия Гагарина». В список не вошли марки, помеченные на Colnect как непочтовые.

## Год смерти
В год смерти Юрия Гагарина выпущен один блок.
- Венгерская Народная Республика[4]

Михель № BL63 (1968-05-11) В память о космонавтах, погибших в авариях: Эдварде Х. Уайте, Владимире М. Комарове и Юрии А. Гагарине.

## 1-я годовщина смерти

Михель № 875 (1969-03-28) 1-я годовщина смерти Юрия Гагарина (1934—1968), советского лётчика-офицера и космонавта

К 1-й годовщине смерти Юрия Гагарина вышла омнибусная серия из двух марок и блока.
- Аджман (эмират)[5]

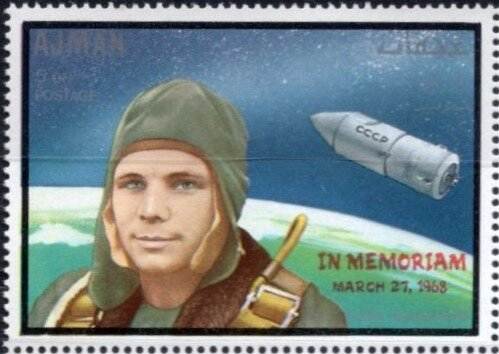
Михель № 459 (1969-08-10) 1-я годовщина смерти Юрия Гагарина
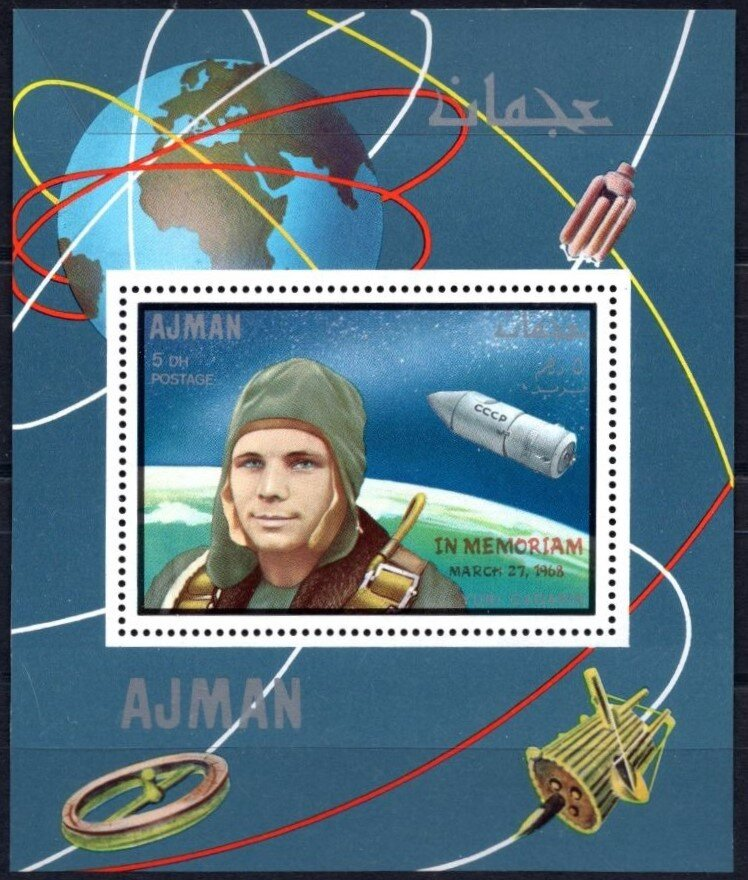
Михель № BL141 (1969-08-10) 1-я годовщина смерти Юрия Гагарина

- Йеменская Арабская Республика[6]

- Михель № 875 (1969-03-28)
1-я годовщина смерти Юрия Гагарина (1934—1968), советского лётчика-офицера и космонавта

## 5-я годовщина смерти
К 5-й годовщине смерти Юрия Гагарина выпущены одна марка в составе смешанной серии.
- Чехословацкая Социалистическая Республика[7]

Михель № 2137 (1973-04-12) Юрий А. Гагарин

## 10-я годовщина смерти
К 10-й годовщине смерти Юрия Гагарина выпущены одна марка в составе смешанной серии.
- Сенегал[8]

Михель № 681 (1978-09-25). 10-я годовщина со дня смерти Юрия Гагарина

## 20-я годовщина смерти
К 20-й годовщине смерти Юрия Гагарина выпущены одна марка в составе смешанной серии.
- Коморы[9]

Михель № 863 (1988-12-06). Юрий Гагарин с дочерьми

## 45-я годовщина смерти
К 45-й годовщине смерти Юрия Гагарина была выпущена 2 странами омнибусная серия из 8 марок и 2 блоков.
- Нигер[10]

Михель № 2358-2361KB (2013-07-01). 45-я годовщина смерти Юрия Гагарина
Михель № BL212 (2013-07-01). 45-я годовщина смерти Юрия Гагарина
Хотя это издание было санкционировано Почтовой администрацией Нигера, оно не продавалось в Нигере, а только распространялось для торговли новинками Нигерийским филателистическим агентством.
- Сан-Томе и Принсипи[11]

Михель № 5446-5449KB (2013-12-10). 45-я годовщина смерти Юрия Гагарина
Михель № BL949 (2013-12-10). 45-я годовщина смерти Юрия Гагарина
Хотя это издание было санкционировано Почтовой администрацией Сан-Томе и Принсипи, оно не продавалось в Сан-Томе и Принсипи, а только распространялось для торговли новинками Филателистическим агентством Сан-Томе и Принсипи.

## 50-я годовщина смерти
К 50-й годовщине смерти Юрия Гагарина была выпущена 10 странами омнибусная серия из 42 марок и 11 блоков.
- Гвинея[12]

Михель № 12990-12993KB (2018-04-26). 50-я годовщина смерти Юрия Гагарина
Михель № BL2894 (2018-04-26). 50-я годовщина смерти Юрия Гагарина
Colnect № 2018-39 (4 марки) (2018-10-23). 50-я годовщина смерти Юрия Гагарина
Colnect № 2018-40 (блок) (2018-10-23). 50-я годовщина смерти Юрия Гагарина
- Гвинея-Бисау[13]

Михель № 9762-9766KB (2018-03-15). 50-я годовщина смерти Юрия Гагарина
Михель № BL1683 (2018-03-15). 50-я годовщина смерти Юрия Гагарина
- Джибути[14]

Colnect № 2018-37 (4 марки) (2018-06-12). 50-я годовщина смерти Юрия Гагарина
Colnect № 2018-38 (блок) (2018-06-12). 50-я годовщина смерти Юрия Гагарина
Хотя этот выпуск был санкционирован Почтовой администрацией Джибути, выпуск не был выставлен на продажу в Джибути, а был распространен только на торговлю новыми выпусками Филателистическим агентом Джибути.
- Мальдивы[15]

Михель № 7838 (2018-08-08). Юрий Гагарин (1934—1968). МиГ-15УТИ
Михель № 7839 (2018-08-08). Юрий Гагарин (1934—1968). «Восток»
Михель № 7840 (2018-08-08). Памятник Гагарину в Караганде (Казахстан)
Михель № 7841 (2018-08-08). «Восток-1». Схема посадки
Михель № BL1233 (2018-08-08). Юрий Гагарин, 50-летняя годовщина памяти (2018)
Хотя этот выпуск был разрешен Почтовой администрацией Мальдивских Островов, выпуск не был выставлен на продажу на Мальдивах и был распространен только для торговли новыми выпусками Филателистическим агентом Мальдивских Островов.
- Мозамбик[16]

Михель № 9569 (2018-06-15). 50-я годовщина смерти Юрия Гагарина
Михель № 9570 (2018-06-15). 50-я годовщина смерти Юрия Гагарина
Михель № 9571 (2018-06-15). 50-я годовщина смерти Юрия Гагарина
Михель № 9572 (2018-06-15). 50-я годовщина смерти Юрия Гагарина
Михель № BL1354 (2018-06-15). 50-я годовщина смерти Юрия Гагарина
Хотя этот выпуск был санкционирован Почтовой администрацией Мозамбика, выпуск не был выставлен на продажу в Мозамбике, а был распространен среди торговцев новыми выпусками Филателистическим агентом Мозамбика.
- Нигер[17]

Михель № 5592 (2018-02-15). Юрий Гагарин
Михель № BL819 (2018-02-15). Юрий Гагарин
- Сан-Томе и Принсипи[18]

Colnect № 2018-31a (2018-11-07). Юрий Гагарин (1934—1968)
Colnect № 2018-31b (2018-11-07). Юрий Гагарин (1934—1968)
Colnect № 2018-31c (2018-11-07). Юрий Гагарин (1934—1968)
Colnect № 2018-31d (2018-11-07). Юрий Гагарин (1934—1968)
Colnect № 2018-31f (блок) (2018-11-07). 50-я годовщина смерти Юрия Гагарина
Выпуск, признанный Почтовыми властями Сан-Томе и Принсипи, но распространяемый только Филателистическим агентом Сан-Томе в целях сбора средств.
- Сьерра-Леоне[19]

Михель № 9509-9512KB (2018-03-30). 50-я годовщина смерти Юрия Гагарина
Михель № BL1402 (2018-03-30). 50-я годовщина смерти Юрия Гагарина
Хотя этот выпуск был санкционирован Почтовой администрацией Сьерра-Леоне, выпуск не был выставлен на продажу в Сьерра-Леоне, а был распространен среди торговцев новыми выпусками Филателистическим агентом Сьерра-Леоне.
- Того[20]

Михель № 9006 (2018-03-20). 50-я годовщина смерти Юрия Гагарина
Михель № 9007 (2018-03-20). 50-я годовщина смерти Юрия Гагарина
Михель № 9008 (2018-03-20). 50-я годовщина смерти Юрия Гагарина
Михель № 9009 (2018-03-20). 50-я годовщина смерти Юрия Гагарина
Михель № BL1585 (2018-03-20). 50-я годовщина смерти Юрия Гагарина
Хотя этот выпуск был разрешен Почтовой администрацией Того, выпуск не был выставлен на продажу в Того, а был распространен только на торговлю новыми выпусками Филателистическим агентством Того.
- Центральноафриканская Республика[21]

Михель № 8310-8313KB (2018-11-20). 50-я годовщина смерти Юрия Гагарина
Михель № BL1867 (2018-11-20). 50-я годовщина смерти Юрия Гагарина
Выпуск, признанный Центрально-африканскими почтовыми властями, но распространяемый только Центральноафриканским филателистическим агентом в целях сбора средств.